# Joaquín de Mendoza-Pacheco y Correa de Franca
Joaquín de Mendoza-Pacheco y Correa de Franca   (Ceuta, 16 d'octubre de 1710 - Palma, 27 de juny de 1782) fou un militar espanyol, tinent general i capità general de Mallorca.
Era fill d'Antonio Mendoza-Pacheco y Brito i de Juliana Correa de Franca y Andrade. El 1726 era cap i comandant de cavalleria de Ceuta i en 1732 va participar en la conquesta d'Orà. En 1745 va ascendir a tinent coronel i en 1746 a coronel. En 1760 ascendiria a brigadier i en 1763 mariscal de camp.
En 1768 fou nomenat comandant general del Camp de Gibraltar i en 1772 fou nomenat cavaller de l'Orde de Sant Jaume. En 1779 fou ascendit a tinent general i nomenat capità general de Mallorca, càrrec del que no en va prendre possessió fins al 28 de febrer de 1780. Va morir d'una apoplexia a Palma el 27 de juny de 1782 i fou enterrat a la capella de la Mare de Déu de la Pietat de la catedral de Palma.